# Korpisaari (ö i Finland, Kymmenedalen, Kouvola, lat 61,08, long 26,50)
Korpisaari är en ö i Finland. Den ligger i sjön Iso-Ruhmas och i kommunen Kouvola i den ekonomiska regionen  Kouvola ekonomiska region  och landskapet Kymmenedalen, i den södra delen av landet, 130 km nordost om huvudstaden Helsingfors. Öns area är 7,7 hektar och dess största längd är 380 meter i öst-västlig riktning.